# Irwin L. Jacobs
Ne doit pas être confondu Irwin M. Jacobs, le fondateur de Qualcomm
Irwin L. Jacobs (15 juillet 1941 - 10 avril 2019) est un homme d'affaires américain. Il est PDG de plusieurs grandes entreprises, dont la société de construction de bateaux Genmar Holdings, aujourd'hui en faillite. Il gagne le surnom "Irv the Liquidator" pour ses pratiques commerciales agressives dans les années 1970 et au début des années 1980.  En 1973, Jacobs fonde COMB ("Close-out Merchandise Buyers"), un détaillant de vente par correspondance sur catalogue. En 1986, COMB et plusieurs opérateurs de télévision par câble créent le Cable Value Network (CVN), une chaîne de télé-achat pionnière qui est ensuite achetée par la société QVC de Joseph Segel. Jacobs, basé à Minneapolis, devient riche en prenant de grosses participations dans des conglomérats Fortune 500, généralement pour faire fructifier leurs valeurs en les divisant.

## Biographie
À l'âge de 33 ans, Jacobs achète la Grain Belt Brewery en difficulté en 1975 pour 4,1 millions de dollars avec sa société IJ Enterprises. Il tente sans succès pendant huit mois de redresser l'entreprise, qui perdait près de 200 000 dollars par mois. Il liquide l'entreprise, vendant la marque à G. Heileman Brewing Company, et réalise un profit de 4 millions de dollars. Il conserve le bâtiment comme siège social de sa holding Minstar. Il vend ensuite la propriété qu'occupait la brasserie à la ville de Minneapolis en 1989 pour 4,85 millions de dollars.
La transaction suivante de Jacobs lui rapporte encore plus d'argent. Après avoir lu sur le dépôt de bilan de la société WT Grant dans le Wall Street Journal et il achète leur catalogue de clients. Peu de temps après, il négocie un accord dans le cadre duquel il achète le compte valorisé à 276,3 millions de dollars pour 44 millions de dollars et 5% des ventes de la première année.
Jacobs possédait également une part minoritaire des Vikings du Minnesota, qu'il vendit à Mike Lynn en 1991.